# Dieter Glandt
Dieter Glandt (* 17. Oktober 1949 in Dinslaken; † 29. März 2019 in Rheine) war ein deutscher Biologe, Herpetologe und Fachbuchautor.

## Leben
Glandt studierte von 1969 bis 1980 Biologie, Geografie, Paläontologie, Geologie und Philosophie an der Friedrich-Alexander-Universität Erlangen-Nürnberg und an der Westfälischen Wilhelms-Universität in Münster. 1977 legte er das Staatsexamen für das Lehramt am Gymnasium ab. 1980 folgte die Promotion in Zoologie. Bis 1984 war er wissenschaftlicher Mitarbeiter am Biologischen Institut Metelen e. V. (Westfalen), einer Einrichtung für angewandte Forschung und Naturschutz und danach bis 2004 Leiter des Biologischen Instituts Metelen. Seit dessen Schließung war er als Buchautor tätig, seine Hauptinteressen waren Rabenvögel, Reptilien und Amphibien.

## Publikationen (Auswahl)
Bücher:
- Heimische Amphibien. Bestimmen – Beobachten – Schützen. Mit Paarungsrufen auf CD-ROM. Aula, Wiebelsheim 2008, ISBN 978-3-89104-720-0.
- Die Amphibien und Reptilien Europas. Alle Arten im Porträt. 2. Auflage, Quelle & Meyer, Wiebelsheim 2015,  ISBN 978-3-494-01581-1.
  - Taschenlexikon der Amphibien und Reptilien Europas. Alle Arten von den Kanarischen Inseln bis zum Ural. 1. Auflage, Quelle & Meyer, Wiebelsheim 2010, ISBN 978-3-494-01470-8.

Hefte:
- Die Waldeidechse. Unscheinbar – anpassungsfähig – erfolgreich (= Zeitschrift für Feldherpetologie. Beiheft 2). Laurenti-Verlag, Bielefeld 2001, ISBN 3-933066-07-7.